# 李克 (1956年)
李克（1956年12月—），男，壮族，广西扶绥人，中华人民共和国政治人物。1973年10月参加工作，1975年6月加入中国共产党。中国社会科学院研究生院技术经济及管理专业在职研究生，经济学博士学位。中国共产党第十五、十六、十七届中央候补委员。曾任中共广西壮族自治区党委常委、南宁市委书记，中共河南省委常委、郑州市委书记，中共河南省委常委、河南省人民政府常务副省长、河南省深化改革领导小组副组长、中共广西壮族自治区党委副书记等职务。曾任广西壮族自治区第十二届人大常委会副主任、党组副书记。

## 生平
1973年10月，17岁的李克响应中共中央关于知识青年上山下乡的号召，在崇左市扶绥县插队劳动；担任过生产队队长、大队干部。1976年，进入共青团扶绥县委工作，开启从政之路。
李克从基层党工干部做起，逐级升迁；历任扶绥县渠旧公社党委副书记、革委会副主任；共青团扶绥县委副书记；共青团广西壮族自治区委副科级干事，文体部（筹）负责人，共青团南宁地委书记；1983年至1991年，先后担任中共崇左县委副书记、副县长、县长；期间，于1983年8月至1986年8月，在中共中央党校培训班学习。1991年8月，擢升中共百色地委副书记、百色地区行政公署副专员；一年后，任行署专员；1993年6月，任百色地委书记、兼行署专员。
1995年12月，39岁的李克在中共广西壮族自治区第七届党委第一次会议上，当选自治区党委常委，并且继续兼任百色地委书记、行署专员(至1996年9月)；1996年9月起改兼北海市委书记。1997年9月，41岁的李克在中共十五大上首次当选中央候补委员。1998年1月起兼任南宁市委书记，后又兼任南宁市人大常委会主任。1999年7月，获得中国社会科学院技术经济及管理专业博士学位。
2001年6月，45岁的李克离开家乡，任中共河南省委常委、郑州市委书记，当时的河南省省长是后来的国务院总理李克强。在中共十六大上，李克连任中央候补委员。2006年1月，任中共河南省委常委、河南省常务副省长。于2007年10月召开的中共十七大上，第三次当选中央候补委员。
2016年4月，在河南工作十五年之后，已经年近六十岁的李克回到家乡，任中共广西壮族自治区党委副书记、党校校长。2016年11月，李克不再擔任中共廣西壯族自治區黨委副書記，转任广西壮族自治区人大常委会党组副书记。2017年1月，当选为广西壮族自治区第十二届人大常委会副主任。2018年1月31日上午，广西壮族自治区第十三届人民代表大会第一次会议举行第三次全体会议，李克不再担任广西壮族自治区人大常委会副主任职务，长达二十三年的副部级官员职务至此结束。